# Eustomias grandibulbus
Eustomias grandibulbus és una espècie de peix de la família dels estòmids i de l'ordre dels estomiformes.

## Morfologia
- Els mascles poden assolir 16 cm de longitud total.[3]

## Hàbitat
És un peix marí i d'aigües subtropicals que viu fins als 112 m de fondària.

## Distribució geogràfica
Es troba a l'oest de Ciutat del Cap (Sud-àfrica).